# Горичка
Горичка је насељено мјесто у општини Двор, у Банији, Сисачко-мославачка жупанија, Република Хрватска.

## Историја
Горичка се од распада Југославије до августа 1995. године налазила у Републици Српској Крајини.

## Становништво
На попису становништва 2011. године, Горичка је имала 109 становника.
| Националност       | 1991. | 1981. | 1971. | 1961. |
| Срби               | 381   | 501   | 611   | 756   |
| Југословени        |       | 4     |       |       |
| Хрвати             | 2     | 2     | 4     |       |
| остали и непознато | 2     | 3     | 4     |       |
| Укупно             | 385   | 510   | 619   | 756   |

| Демографија | Демографија | Демографија |
| Година      | Становника  | Становника  |
| ----------- | ----------- | ----------- |
| 1961.       | 756         |             |
| 1971.       | 619         |             |
| 1981.       | 510         |             |
| 1991.       | 385         |             |
| 2001.       | 107         |             |
| 2011.       |             | 109         |

## Попис 1991.
На попису становништва 1991. године, насељено место Горичка је имало 385 становника, следећег националног састава:
| Попис 1991.‍  | Попис 1991.‍  | Попис 1991.‍ | Попис 1991.‍ | Попис 1991.‍ |
| ------------ | ------------ | ----------- | ----------- | ----------- |
|              |              |             |             |             |
| Срби         | Срби         |             | 381         | 98,96%      |
| Хрвати       | Хрвати       |             | 2           | 0,51%       |
| неопредељени | неопредељени |             | 1           | 0,25%       |
| непознато    | непознато    |             | 1           | 0,25%       |
| укупно: 385  |              |             |             |             |